# Eishockey-Landesliga Bayern 2005/06
Die Eishockey-Landesliga Bayern 2005/06 wurde unter dem Dach des Bayerischen Eissportverbandes (BEV) organisiert und ist nach der DEL, 2. Bundesliga, Oberliga und Bayernliga eine der fünfthöchsten Spielklassen im deutschen Eishockey.

## Saisonverlauf
Die Eishockey-Landesliga 2005/06 war die 58. Ausspielung dieser Liga. Meister und Aufsteiger wurde der EHF Passau. Der Vizemeister und der Drittplatzierte konnten sich ebenfalls für die Bayernliga 2006/07 qualifizieren. Die Absteiger waren der EC Erkersreuth, ESV Bad Bayersoien, ESV Gebensbach und der EC Bad Reichenhall.

### Modus
In der Saison 2005/06 wurde die Landesliga in vier Vorrundengruppen als Einfachrunde ausgespielt. Nach der Vorrunde qualifizierten sich die ersten vier Mannschaften aller Gruppen für die Meisterrunde, während die Mannschaften ab Platz 5 jeder Gruppe an der Abstiegsrunde teilnahmen.
In der Meisterrunde, die in vier Gruppen zu je 4 Mannschaften als Einfachrunde ausgespielt wurde, konnten sich die Bestplatzierten jeder Gruppe für die Playoffs qualifizieren. In den Playoffs wurde im Modus „Best of Two“ der Meister der Landesliga und zugleich Direktaufsteiger in die Bayernliga ausgespielt. Der Vizemeister und der Drittplatzierte waren ebenfalls für die Bayernliga 2006/07 qualifiziert.
Nach der Abstiegsrunde, die wie die Meisterrunde in vier Gruppen zu je vier Mannschaften als Einfachrunde ausgespielt wurde, mussten die jeweils Gruppenletzten in die Bezirksliga absteigen.

## Teilnehmer
Nicht mehr dabei waren die Auf- und Absteiger der Vorsaison. Neu hinzukamen die Absteiger aus der Bayernliga und die Aufsteiger aus der Bezirksliga.

### Platzierungen Vorrunde
| Gruppe Nord | Gruppe West | Gruppe Ost | Gruppe Süd |
| --- | --- | --- | --- |
|  1. ERV Schweinfurt (N) - 2. EHC 80 Nürnberg - 3. VER Selb (N) - 4. EV Weiden 1b - 5. EHC Mitterteich - 6. EV Regensburg 1b - 7. ERSC Amberg - 8. EC Erkersreuth |  1. EC Ulm/Neu-Ulm - 2. ESV Buchloe - 3. EV Pfronten - 4. ESV Burgau 2000 - 5. EV Lindau - 6. TSV Kottern - 7. ERC Lechbruck (N) - 8. ESV Bad Bayersoien |  1. EHF Passau - 2. EV Moosburg - 3. ESC Vilshofen - 4. EHC Straubing 1b - 5. EV Dingolfing (A) - 6. SE Freising (N) - 7. EV Bruckberg - 8. ESV Gebensbach |  1. TSV Holzkirchen - 2. TSV Trostberg - 3. EC Bad Tölz 1b - 4. ERSC Ottobrunn (A) - 5. DEC Frillensee - 6. EHC Bad Reichenhall (N) - 7. SC Forst - 8. SC Reichersbeuern |

Meisterrundenteilnehmer fett gedruckt  Gruppensieger (A) = Absteiger aus der Bayernliga, (N) = Aufsteiger / Neu in der Liga

### Platzierungen Abstiegsrunde
| Gruppe Nord                                                                    | Gruppe West                                                               | Gruppe Ost                                                               | Gruppe Süd                                                                       |
| ------------------------------------------------------------------------------ | ------------------------------------------------------------------------- | ------------------------------------------------------------------------ | -------------------------------------------------------------------------------- |
| - 1. ERSC Amberg - 2. EV Regensburg 1b - 3. EHC Mitterteich  4. EC Erkersreuth | - 1. TSV Kottern - 2. EV Lindau - 3. ERC Lechbruck  4. ESV Bad Bayersoien | - 1. EV Dingolfing - 2. SE Freising - 3. EV Bruckberg  4. ESV Gebensbach | - 1. DEC Frillensee - 2. SC Reichersbeuern - 3. SC Forst  4. EHC Bad Reichenhall |

 Absteiger in die Bezirksliga Bayern

### Platzierungen Meisterrunde
| Gruppe 1                                                              | Gruppe 2                                                                         | Gruppe 3                                                                        | Gruppe 4                                                                  |
| --------------------------------------------------------------------- | -------------------------------------------------------------------------------- | ------------------------------------------------------------------------------- | ------------------------------------------------------------------------- |
|  1. EHF Passau - 2. ESV Buchloe - 3. VER Selb (N) - 4. ERSC Ottobrunn | - 1. EHC 80 Nürnberg - 2. EV Pfronten - 3. EHC Straubing 1b - 4. TSV Holzkirchen |  1. EC Ulm/Neu-Ulm - 2. EV Weiden 1b - 3. EC Bad Tölz 1b - 4. SC Reichersbeuern |  1. ERV Schweinfurt - 2. ESV Burgau - 3. TSV Trostberg - 3. ESC Vilshofen |

Playoffteilnehmer fett gedruckt  Bayerischer Meister und Aufsteiger  Aufsteiger

### Meister-Playoffs 2005/06
Die Halbfinal- und Finalspiele wurden im Best-of-Two-Modus ausgetragen.
|  | Halbfinale | Halbfinale      | Halbfinale     | Halbfinale | Halbfinale |                  |                | Finale | Finale | Finale | Finale | Finale |
|  |            |                 |                |            |            |                  |                |        |        |        |        |        |
|  | M1         | EHF Passau      | 2              | 4          | 6          |                  |                |        |        |        |        |        |
|  | M2         | EHC 80 Nürnberg | 1              | 2          | 3          |                  |                |        |        |        |        |        |
|  | M2         | EHC 80 Nürnberg | 1              | 2          | 3          | M1               | EHF Passau     | 8      | 5      | 13     |        |        |
|  |            |                 |                |            |            | M1               | EHF Passau     | 8      | 5      | 13     |        |        |
|  |            | M3              | EC Ulm/Neu-Ulm | 2          | 4          | 6                |                |        |        |        |        |        |
|  | M3         | M3              | EC Ulm/Neu-Ulm | 2          | 4          | 6                | EC Ulm/Neu-Ulm | 3      | 3      | 6      |        |        |
|  | M3         |                 |                |            |            |                  | EC Ulm/Neu-Ulm | 3      | 3      | 6      |        |        |
|  | M4         | VER Schweinfurt | 2              | 2          | 4          |                  |                |        |        |        |        |        |
|  | M4         | VER Schweinfurt | 2              | 2          | 4          | Spiel um Platz 3 |                |        |        |        |        |        |
|  |            |                 |                |            |            |                  |                |        |        |        |        |        |
|  | M4         | VER Schweinfurt | 3              | 2          | 5          |                  |                |        |        |        |        |        |
|  | M2         | EHC 80 Nürnberg | 2              | 1          | 3          |                  |                |        |        |        |        |        |

- Meister mit Aufstiegsrecht EHF Passau
- Vizemeister mit Aufstiegsrecht EC Ulm/Neu-Ulm
- Platz 3 mit Aufstiegsrecht VER Schweinfurt